# Neodiscidae
Neodiscidae es una familia de foraminíferos bentónicos de la superfamilia Cornuspiroidea, del suborden Miliolina y del orden Miliolida. Su rango cronoestratigráfico abarca desde el Artinskiense (Pérmico inferior) hasta el Changhsingiense (Pérmico superior), aunque tal vez su primer registro se produzca en el Sakmariense (Pérmico inferior).

## Clasificación
Neodiscidae incluye a las siguientes subfamilia y géneros:
- Subfamilia Neodiscinae
  - Brunsispirella †
  - Crassiglomella †
  - Crassispirella †
  - Glomomidiella †
  - Glomomidiellopsis †, también considerado en la familia Hemigordiopsidae
  - Graecodiscus †
  - Multidiscus †
  - Neodiscopsis †
  - Neodiscus †, también considerado en la familia Archaediscidae
  - Pseudomidiella †
  - Septagathammina †
  - Shanita †
  - Uralogordius †